# شركة أفلام عز الدين ذو الفقار
شركة أفلام عز الدين ذو الفقار هي شركة إنتاج سينمائي أسّسها الأخوين عز الدين ذو الفقار وصلاح ذو الفقار في القاهرة عام 1958. عملت في منطقة الشرق الأوسط وشمال إفريقيا منذ عام 1958 حتى عام 1963.

## التاريخ
في عام 1958، قام الأخوين ذو الفقار عز الدين ذو الفقار وصلاح ذو الفقار بتأسيس شركة لإنتاج الأفلام تحت الاسم التجاري لشركة أفلام عز الدين ذو الفقار. وتولى صلاح الجانب الإداري. أنتج الأخوين ذو الفقار فيلمهما الأول؛ بين الأطلال (1959) بطولة فاتن حمامة وعماد حمدي وصلاح ذو الفقار. الفيلم من إخراج عز الدين ذو الفقار وحقق نجاحا تجاريا ونقديا، وأُدرج لاحقا ضمن أفضل 100 فيلم مصري. مشروعهم الثاني كان الرجل الثاني (1959) من إخراج عز الدين ذو الفقار، وشارك فيه صلاح ذو الفقار في دورين إلى جانب رشدي أباظة وسامية جمال وصباح. حقق الفيلم نجاحًا كبيرًا في شباك التذاكر.
وفي عام 1960، أنتجوا فيلم ملاك وشيطان بطولة رشدي أباظة وإخراج كمال الشيخ. كان الفيلم بمثابة إنجاز آخر لرشدي أباظة بعد نجاحه في فيلم الرجل الثاني. تبعه فيلم الرباط المقدس (1960) بطولة صباح وصلاح ذو الفقار وعماد حمدي، وإخراج شقيقهم الأكبر محمود ذو الفقار، وأصبح الفيلم فيما بعد من كلاسيكيات السينما المصرية. وكان مشروعهم التالي هو فيلم توفيق صالح صراع الأبطال (1962)، والذي أُدرج لاحقًا في قائمة أفضل 100 فيلم مصري. كان المشروع الأخير للشركة هو فيلم الشموع السوداء (1962) بطولة نجاة الصغيرة وصالح سليم وفؤاد المهندس، وحقق الفيلم نجاحًا ماليًا ونقديًا.

## الأفلام

### الأفلام الروائية
| العام | العنوان        |
| ----- | -------------- |
| 1959  | بين الأطلال    |
| 1959  | الرجل الثاني   |
| 1960  | ملاك وشيطان    |
| 1960  | الرباط المقدس  |
| 1961  | بلا دموع       |
| 1962  | صراع الأبطال   |
| 1962  | الشموع السوداء |

في عام 1996، وفي الذكرى المئوية للسينما المصرية، أدرج فيلمين من إنتاج شركة أفلام عز الدين ذو الفقار ضمن أفضل مائة فيلم مصري في القرن العشرين.